# Dubbel-8 (film)
Dubbel-8 är en svensk dramafilm från 2000 i regi av Daniel Fridell, hans fjärde långfilm. Filmens förlaga var novellen med samma titel från 1998 av Gunder Andersson. Andersson skrev även filmens manus tillsammans med Fridell, Håkan Bjerking (tillika filmens producent) och Jimmy Karlsson. Rollerna spelas av bland andra Francisco Jacob, Jenny Ulving och Viktor Källander.
Filmens premiär ägde rum den 3 november 2000 på en rad platser runt om i Sverige.

## Handling
Handlingen utspelar sig i mitten av 1960-talet i ett litet samhälle i Dalarna och filmen Käre John, med Jarl Kulle och Christina Schollin i huvudrollerna, visas för fullt på ortens biograf. En dag flyttar Sofia (spelad av Jenny Ulving) till byn. Hon bär stora likheter med den aktuella filmstjärnan Brigitte Bardot och alla killar tävlar om hennes gunst. I ett försök att få se henne naken får några killar Sofia att medverka i en film.

## Rollista
- Francisco Jacob – Anders
- Jenny Ulving – Sofia
- Viktor Källander – Börje
- Nadine Kirschon – Angelika
- Mats Helin – Billy
- Petter Billengren	– Stöten
- Peter Schildt – Modde
- Christer Fjellström – Inge, biografmaskinist
- Ingela Olsson – Karin, Anders mamma
- Johanna Sällström	– Nina
- Michel Riddez – Wirén

## Produktion
Inspelningen ägde rum i Grangärde i Dalarna.
Filmen innehåller klipp från den svenska filmen Käre John (1964) och den franska Och Gud skapade kvinnan... (1956).

## Mottagande
Filmen möttes av genomgående negativ kritik. Den fick publikpriset Rosa vid en filmfestival i italienska Bergamo 2000 och samma år Guldbaggenominerades filmens fotograf Esa Vuorinen.